# Lumsås Sogn
Lumsås Sogn er et sogn i Odsherred Provsti (Roskilde Stift).
Lumsås Kirke blev i 1896 indviet som filialkirke til Højby Kirke. Lumsås blev så et kirkedistrikt i Højby Sogn, som hørte til Odsherred i Holbæk Amt. Højby sognekommune inkl. kirkedistriktet blev ved kommunalreformen i 1970 indlemmet i Trundholm Kommune, der ved strukturreformen i 2007 indgik i Odsherred Kommune.
Da kirkedistrikterne blev nedlagt 1. oktober 2010, blev Lumsås Kirkedistrikt udskilt som det selvstændige Lumsås Sogn.
Stednavne, se Højby Sogn.